# Adieu, Jack !
Adieu, Jack ! (titre original : Good-Bye, Jack!) est une nouvelle américaine de Jack London publiée aux États-Unis en 1908.

## Historique
La nouvelle Adieu, Jack ! est publiée initialement dans The Red Book Magazine, en juin 1908, avant d'être reprise dans le recueil The House of pride and other tales of Hawaii en mars 1912.

## Éditions

### Éditions en anglais
- Good-Bye, Jack!, dans The Red Book Magazine, périodique, juin 1908.
- Good-Bye, Jack!, dans le recueil The House of pride and other tales of Hawaii, un volume chez  The Macmillan Co, New York, mars 1912.

### Traductions en français
- Adieu, Jack !, traduit par Louis Postif, in Gringoire, périodique, 5 juillet 1935.
- Adieu, Jack !, traduit par Louis Postif, revu et complété par Frédéric Klein, in Histoires des îles, recueil, Phébus, 2007.

## Sources
- (en) Jack London's Works by Date of Composition
- http://www.jack-london.fr/bibliographie